# HD 74455
HD 74455 è una stella bianco-azzurra nella sequenza principale di magnitudine 5,46 situata nella costellazione delle Vele. Dista 1690 anni luce dal sistema solare e si trova in direzione dell'ammasso aperto IC 2395.

## Osservazione
Si tratta di una stella situata nell'emisfero celeste australe, apparentemente immersa nell'ammasso aperto IC 2395, di cui ne costituisce la stella dominante. La sua posizione è fortemente australe e ciò comporta che la stella sia osservabile prevalentemente dall'emisfero sud, dove si presenta circumpolare anche da gran parte delle regioni temperate; dall'emisfero nord la sua visibilità è invece limitata alle regioni temperate inferiori e alla fascia tropicale. La sua magnitudine pari a 5,5 fa sì che possa essere scorta solo con un cielo sufficientemente libero dagli effetti dell'inquinamento luminoso.
Il periodo migliore per la sua osservazione nel cielo serale ricade nei mesi compresi fra dicembre e maggio; nell'emisfero sud è visibile anche all'inizio dell'inverno, grazie alla declinazione australe della stella, mentre nell'emisfero nord può essere osservata limitatamente durante i mesi della tarda estate boreale.

## Caratteristiche fisiche
La stella è una bianco-azzurra nella sequenza principale; possiede una magnitudine assoluta di -3,11 e la sua velocità radiale positiva indica che la stella si sta allontanando dal sistema solare.

## Sistema stellare
HD 74455 è un sistema stellare formato da due componenti. La componente principale A è una stella di magnitudine 5,46. La componente B è di magnitudine 7,1, separata da 0,3 secondi d'arco da A e con angolo di posizione di 313 gradi.